# ITID
株式会社アイティアイディ（英: ITID, Ltd.）は、かつて存在した日本のコンサルティング会社である。製造業の開発力向上を主なミッションとしていた。
電通国際情報サービス（現電通総研）の子会社であったが、2024年1月1日付で同社に吸収合併され解散した。

## 概要
2001年6月、米国のツールベンダーであるInternational TechneGroup Inc.と、日本のシステムインテグレーターである電通国際情報サービスとの合弁会社「株式会社アイティアイディコンサルティング」として設立された。製造業の企画から設計開発領域に特化したコンサルティングを行っている。
数年おきに「開発力白書」を発行しており、日本の製造業の持つ開発力を数値化し公表している。
2010年12月27日、電通国際情報サービスの完全子会社となる。
2020年1月1日、株式会社アイティアイディへ社名変更。
2024年1月1日、親会社である電通総研（旧電通国際情報サービス）に吸収合併され解散。

## 人材
主に、製造業での製品開発経験のある人間をコンサルタントとして採用している。製造業で注目されていた製造分野に対し、ブラックボックス化していた設計開発領域を改善するためには、実際の製品開発経験が有効であるとしている。
新卒採用は行っていない。

## 主なパートナー企業
- International TechneGroup Inc.(ITI)：CAD/CAE/PLM等に関するソリューションを提供する米国のツールベンダー
- Technalysis：流体、熱伝導、電磁場、応力、材料処理等各種解析のサービス・コンサルティングやツールを提供する米国のツールベンダー
- エステック：解析・実験の受託開発や、カスタムソフトウェア販売等も行うコンサルティング会社

## 主な出版物等

### 書籍
- 吉本敦 『開発力革命　技術立国から開発立国へ』ソフトバンクパブリッシング ISBN 4-7973-2560-7
- 北山厚監修、iTiDコンサルティング編著 『それでもコストは削れる。　改革を阻む六つの落とし穴』日経BP社 ISBN 978-4-8222-2099-0
- 福嶋徹晃、高野昌也、濱田研一、菅仁著　北山厚監修　『開発力白書2012』出版文化社 ISBN 978-4-88338-465-5

### 雑誌・WEB連載
- 北山厚 『開発力強化の方針』日経ものづくり 2005年4月～6月
- 津田真吾 『モジュラー化の先にあるもの』日経BP Tech-ON![6]
- 佐藤晃、福嶋徹晃、菅仁、濱田研一、高野昌也『日本製造業の実態～1万人の技術者への調査から見えた姿～』日経BP Tech-ON![7]
- 松田有記、寺村良寛、矢吹豪佑、仙場拓人『実践！進化型すりあわせ開発』 日経BP Tech-ON![8]

## 主な出身者
- 柳瀬吉助（政治家　神奈川県議会議員）